# جيلس مولر
اللاعب المحترف جيلس مولر (ولد في 9 مايو، 1983) هو لاعب كرة مضرب من أصل لوكسمبورغي. وقد حاز على بطولة أمريكا المفتوحة لفردي الأولاد في عام 2001. وأمّا أبرز إنجازاته على صعيد مباريات الجراند سلام لفردي الرجال فقد جاءت عند وصوله في عام 2008 إلى الدور الربع النهائي من بطولة أمريكا المفتوحة. يعتبر مولر واحد من أكثر اللاعبين اللوكسمبورغيين نجاحًا في كرة المضرب.

## سيرته كلاعب

### كرة المضرب للأولاد
في عام 2001 وصل مولر إلى نهائي بطولتي ويمبلدون وأمريكا المفتوحة لفردي الأولاد، ولكن في حين خسر الأولى، استطاع أن يفوز بالثانية ويحصل على اللقب، كما وأنّه أنهى عام 2001 بتراّس قائمة تصنيف اللاعبين الصغار.

### 2005
مع أنّ مولر لم يحرز أية إنجازات مثيرة في بطولات الجراند سلام قبل وصوله إلى الدور الربع النهائي في بطولة أمريكا المفتوحة لفردي الرجال لعام 2008، فإنّه استطاع أن يتغلب على بعد الخصوم الأقوياء في الأدوار الأولى. فمثلاً، لقد استطاع في عام 2005 أن يطيح باللاعب رافائيل نادال في بدولة ويمبلدون لعام 2005. أمّا في الدور الأوّل في بطولة أمريكا المفتوحة لعام 2005، فقد استطاع أن يتغلّب على اللاعب أندي روديك. بالإضافة إلى ذلك، فقط تغلّب على اللاعب أندريه أغاسي في بطولة واشنطن لعام 2004 في الدور النصف نهائي، ولكنّه أعقب ذلك بخسارة أمام اللاعب ليتون هيويت.
مع ذلك، لم يستطع مولر، خلال فترة طويلة، أن يكرّر نجاحاته من عام 2008، ممّا أدّى إلى رجوعه للعب كرة المضرب على مستويات أقل احترافًا.

### 2008
التغيير المفاجئ جاء في النصف الثاني من عام 2008، حيث استطاع مولر أن يصل إلى الدور الربع نهائي في ألعاب بطولة أمريكا المفتوحة لفردي الرجال، حيث خسر بالنهاية للاعب الذي ربح البطولة في النهاية، روجر فيدرير. في ذلك الوقت، كان مولر مصنّفًا في المكان الـ 130، وكان عليه أن يتأهّل للبطولة. بعد تأهّله، استطاع التغلب على سلسلة من الخصوم ذوي تصنيفات أعلى، كاللاعب تومي هاس، نيكولاس ألماغرو والمصنف الـ 5 نيكولاي دافيدينكو.

### 2009
افتتح مولر عام 2009 بتغلّبه على اللاعب الإسباني فيليشيانو لوبيز في الدور الأوّل لبطولة أستراليا المفتوحة، في مباراة مثيرة استغرقت ما يقارب الأربع ساعات ونصف الساعة، وصل خلالها اللاعبين إلى نتيجة 16 - 14 لصالح مولر في المجموعة الخامسة الحاسمة. مع ذلك، خسر مولر في الدور الثالث للاعب خوان مارتن ديل بوترو.

## وصلات خارجية
- موقع اللاعب الرسمي نسخة محفوظة 20 أغسطس 2006 على موقع واي باك مشين.
- جيلس مولر على موقع رابطة محترفي التنس (الإنجليزية)
- جيلس مولر على موقع الاتحاد الدولي لكرة المضرب (الإنجليزية)
- جيلس مولر على موقع كأس ديفيز (الإنجليزية)
- جيلس مولر على موقع خلاصة التنس.كوم (الإنجليزية)
- جيلس مولر على موقع إي إس بي إن.كوم (الإنجليزية)
- جيلس مولر على موقع اللجنة الأولمبية الدولية (الإنجليزية)
- جيلس مولر على موقع أوليمبيديا (الإنجليزية)